# Track-via-missile
Track-via-missile är en typ av målsökare för robotvapen och då särskilt luftvärnsrobotar. Den är en kombination mellan semiaktiv radarmålsökare och kommandostyrning. Principen för styrningen är att roboten är utrustad med en målsökare känslig för radarvågor men saknar en radarsändare. Sändaren finns istället i en i förhållande till roboten extern radar belägen på marken/fartyget. Robotens målsökare registrerar målets vinkelläge i förhållande till roboten och sänder tillbaka den informationen till eldledningssystemet på marken. Eldledningssystemet kan använda sin egen målspårningsdata, robotens återsända målspårningsdata eller båda för att beräknar styrkommandon för roboten som sedan sänds upp till roboten. Fördelen jämfört med en semiaktiv radarmålsökare är att elektroniken för att beräkna och följa en genomskjutningskurs till målet inte behöver byggas in i roboten samt att algoritmer för genomskjutning kan göras mer avancerade och lättare kan uppdateras.